# ملعب أرتيميو فرانكي (فلورنسا)
ملعب أرتيميو فرانكي ملعب كرة قدم يقع في مدينة فلورنسا الإيطالية . يعتبر الملعب الرئيسي لمباريات نادي فيورنتينا . تم افتتاحه في 1931 ويتسع لحضور 47282 متفرج .